# Rakovnik pri Birčni vasi
Rakovnik pri Birčni vasi este o localitate din comuna Novo mesto, Slovenia, cu o populație de 35 de locuitori.